# Carlos Prast y Rodríguez de Llano
Carlos Prast y Rodríguez de Llano (Madrid, 24 de mayo de 1875-Madrid, 3 de septiembre de 1950) fue un comerciante y político conservador español, alcalde de la capital española y varias veces presidente de la Cámara de Comercio de Madrid. Continuador de los negocios familiares, fue además uno de los fundadores de la Banda Sinfónica Municipal de Madrid.

## Biografía

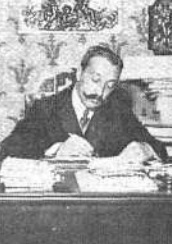
Fotografiado hacia 1910

Nacido en Madrid el 24 de mayo de 1875, fue el primogénito de los diez hijos del comerciante turolense Carlos Prast y Julián (entre ellos también se encontró Manuel, jugador del Madrid Football Club). Elegido concejal del Ayuntamiento de Madrid en las elecciones de 1903 por el distrito Centro, cumplió su mandato, cesando el 1 de julio de 1909. Miembro del Partido Conservador, fue elegido diputado a Cortes por Madrid en las elecciones de 1907; ocuparía el escaño hasta 1910. En 1910 pasaría a desempeñar el cargo de senador por la provincia de Madrid. En el campo empresarial presidió la Cámara de Comercio desde el 2 de abril de 1910 hasta julio de 1914, fecha en que dimitió por haber sido nombrado alcalde de Madrid.

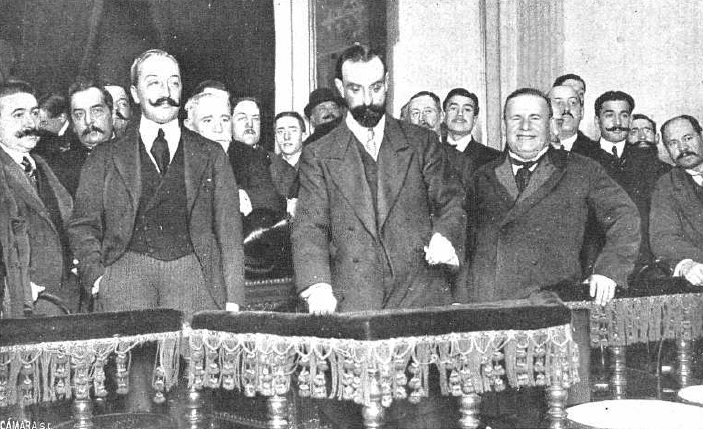
Junto a Francisco Cambó y Emilio Zurano (1912).

Ejerció el cargo de alcalde entre el 21 de julio de 1914 y el 17 de septiembre de 1915. Durante su mandato se aceleraron las obras de la Gran Vía, se construyeron en el Retiro la Rosaleda, contando con la colaboración de Cecilio Rodríguez y la Puerta monumental de la calle Alfonso XII y se restauró la Puerta de Hierro. También fue uno de los fundadores de la Banda Municipal de Madrid junto con el maestro Villa. Tras  cesar como alcalde de Madrid, fue reelegido de nuevo presidente de la Cámara de Comercio de Madrid el 30 de diciembre de 1916, hasta su dimisión en 1932.
En 1921 sería nombrado senador vitalicio.
También fue presidente de Fiat-Hispania consejero fundador del Banco Mercantil e Industrial y consejero del Monte de Piedad y Caja de ahorros de Madrid.
Dio continuidad a la confitería Prast, abierta por su padre, establecimiento donde Luis Coloma ambientó las aventuras del Ratoncito Pérez, quien, según el jesuita, vivía en una caja de galletas y se escapaba con frecuencia al cercano Palacio Real a visitar al rey Bubi I (el futuro Alfonso XIII de España). Alfonso, en agradecimiento, nombró a Prast gentilhombre de cámara con ejercicio. Completó su carrera política con el cargo de senador real. 
Durante la dictadura de Primo de Rivera, entre 1927 y 1930, fue miembro de la Asamblea Nacional Consultiva.
Estuvo vinculado con el deporte al ser uno de los fundadores del Moncloa Football Club, mientras que su hermano Manuel hizo lo propio con el Madrid Football Club.
Soltero y ciego en sus últimos años, murió en Madrid el 3 de septiembre de 1950. Se le hicieron las exequias fúnebres en la Colegiata de San Isidro en una ceremonia presidida por el entonces regidor municipal.